# Vandalia (Ohio)
Pour les articles homonymes, voir Vandalia.
Vandalia est une ville du comté de Montgomery, dans l’État de l’Ohio, aux États-Unis. Sa population s’élevait à 15 246 habitants lors du recensement de 2010, estimée à 15 053 habitants en 2017.

## Démographie
| Groupe            | Vandalia | Ohio | États-Unis |
| ----------------- | -------- | ---- | ---------- |
| Blancs            | 91,5     | 82,7 | 72,4       |
| Afro-Américains   | 4,1      | 12,2 | 12,6       |
| Métis             | 2,1      | 2,1  | 2,9        |
| Asiatiques        | 1,4      | 1,7  | 4,8        |
| Autres            | 0,6      | 1,2  | 6,4        |
| Amérindiens       | 0,1      | 0,2  | 0,9        |
| Total             | 100      | 100  | 100        |
|                   |          |      |            |
| Latino-Américains | 1,6      | 3,1  | 16,7       |

Selon l’American Community Survey pour la période 2010-2014, 97,36 % de la population âgée de plus de 5 ans déclare parler l'anglais à la maison, 1,09 % l'espagnol, 0,66 % une langue africaine et 0,89 % une autre langue.

## Jumelage
- Lichtenfels (Allemagne)
- Prestwick (Royaume-Uni)

## Source
- (en) Cet article est partiellement ou en totalité issu de l’article de Wikipédia en anglais intitulé « Vandalia, Ohio » (voir la liste des auteurs).

1. ↑  (en) « Vandalia, OH Population - Census 2010 and 2000 », sur censusviewer.com (consulté le 23 mars 2016).
2. ↑  (en) « Population of Ohio - Census 2010 and 2000 », sur censusviewer.com (consulté le 23 mars 2016).
3. ↑  (en) « Language spoken at home by ability to speak english for the population 5 years and over. Universe: Population 5 years and over. 2010-2014 American Community Survey 5-Year Estimates », sur factfinder.census.gov.